# Sở U vương
Sở U Vương (chữ Hán: 楚幽王, 244 TCN-228 TCN, trị vì 237 TCN-228 TCN), là vị vua thứ 43 của nước Sở - chư hầu nhà Chu trong lịch sử Trung Quốc.
Trên danh nghĩa ông là con trai của Sở Khảo Liệt vương, vua thứ 42 của nước Sở, tuy nhiên nhiều ý kiến cho rằng người cha theo huyết thống của ông là Xuân Thân quân Hoàng Yết, nguyên là lệnh doãn nước Sở. Trước đó Sở Khảo Liệt vương hiếm muộn, gia thần của phủ Hoàng Yết là Lý Viên đã dùng kế đưa em là Lý Thị vào làm thiếp của Hoàng Yết. Lý thị sau khi có mang đã dụ Hoàng Yết học theo Lã Bất Vi ở nước Tần mà đem Lý Thị dâng cho Khảo Liệt Vương để con ông ta được làm vua. Hoàng Yết nghe theo, bèn dâng Lý thị cho vua Sở. Sau Lý thị sinh đôi được Hãn và Do, Khảo Liệt Vương lập Hãn làm Thái tử.
Năm 238 TCN, Sở Khảo Liệt vương chết, Hoàng Yết bất chấp lời khuyên của Chu Anh một mình vào cung để đưa Thái tử lên ngôi. Nhưng Lý Viên đã đem quân phục sẵn trong cung đợi Hoàng Yết vào và giết chết rồi đưa Hùng Hãn nối ngôi, tức là Sở U Vương. Lúc đó U Vương mới 7 tuổi nên mọi quyền lực đều nằm trong tay Lý Viên.
Năm 235 TCN, nước Tần liên kết với nước Ngụy xuất binh tấn công nước Triệu, rồi liên kết với nước Ngụy đánh Sở nhưng không thắng, phải rút lui.
Năm 228 TCN, Sở U Vương mất khi mới 17 tuổi, ở ngôi 9 năm. Người em song sinh của ông là Do lên ngôi, tức Sở Ai Vương.
Năm 1930, mộ của Sở U vương bị lực lượng quân phiệt khai quật để cướp của. Rất nhiều cổ vật được chôn theo bị thất lạc, chỉ còn sót lại một chiếc đỉnh đồng nay được trưng bày ở bảo tàng tỉnh An Huy.